# Massacre de la Léna
 (décembre 2014).
Si vous disposez d'ouvrages ou d'articles de référence ou si vous connaissez des sites web de qualité traitant du thème abordé ici, merci de compléter l'article en donnant les références utiles à sa vérifiabilité et en les liant à la section « Notes et références ».
Le massacre de la Léna (en russe : Ленский расстрел) désigne la répression meurtrière par l’armée impériale russe d’une manifestation d'ouvriers en grève dans les mines d’or de la Léna, en Sibérie, le 4 avril 1912 (17 avril dans le calendrier grégorien).

## Déroulement
Cet événement eut lieu dans les mines de la Société des mines d’or de la Léna (Lenzoloto), qui se trouvaient sur les rives de la Léna, près de la ville de Bodaïbo (aujourd'hui dans l'oblast d'Irkoutsk) en Sibérie. L’exploitation impitoyable de la main-d’œuvre assurait d’énormes profits (plus 7 millions de roubles par an selon les bolcheviks) aux actionnaires britanniques et russes, dont A.I. Vychnegradsky, Alexeï Poutilov (tous les deux membres du conseil d’administration), au comte Sergueï Witte, à l’impératrice Maria Fiodorovna, etc. Les conditions de travail dans ces mines étaient extrêmement dures, les journées de travail très longues (15 à 16 heures) et les accidents très fréquents. Les salaires étaient très bas et souvent amputés par des amendes. Le restant était versé sous la forme de bons à utiliser dans les magasins de la compagnie.
Une grève éclata spontanément à la mine d’or Andreïevski, le 29 février 1912 (13 mars dans le calendrier grégorien), après la distribution de viande avariée dans l’un des magasins. Le 4 mars 1912 (17 mars dans le calendrier grégorien), les ouvriers annoncèrent leurs revendications : journée de travail de 8 heures, augmentation des salaires de 30 %, suppression des amendes, amélioration de la nourriture, etc. Mais aucune de ces exigences ne fut satisfaite par la compagnie. La grève était dirigée par un comité central de grève et un bureau central formé par P.N. Batachev, G.V. Tcherepakhine, R.I. Zelionko, M.I. Lebedev et d’autres. La grève gagna les autres mines d’or et à la fin mars 6 000 mineurs avaient cessé le travail.
Le gouvernement tsariste envoya des troupes de Kirensk à Bodaïbo et fit arrêter tous les membres du comité de grève, dans la nuit du 4 avril 1912 (17 avril dans le calendrier grégorien). Le lendemain, les grévistes exigèrent leur libération immédiate. Dans l’après-midi, environ 2 500 personnes marchèrent vers la mine d’or de Nadejdinski pour porter au bureau du procureur une plainte contre l’arbitraire des autorités. Mais les ouvriers se heurtèrent aux soldats qui commencèrent à tirer dans la foule, sur l’ordre du capitaine Trechtchenko. Le journal local, Zvezda, rapporta un bilan de 270 morts et 250 blessés. Le chiffre de 500 morts et blessés fut repris par la propagande bolchevique et dans l’Union soviétique, mais un des rapports rédigés le 5 avril 1912 (18 avril dans le calendrier grégorien) à la mine fait état de 150 morts et 100 blessés.

## Conséquences
L’opinion publique exigea du gouvernement l’envoi d’une commission d'enquête sur les lieux. Peu après, la direction de la compagnie minière proposa aux travailleurs un nouveau contrat, qui ne répondait pas à leurs demandes. La nouvelle du massacre provoqua une vague de grèves et de manifestations de protestation à l’échelle nationale, auxquelles prirent part plus de 300 000 personnes. En avril, plus de 700 grèves éclatèrent ; le 1er mai, plus de 1 000 grèves eurent lieu dans la seule région de Saint-Pétersbourg et touchèrent selon l'historiographie communiste 400 000 ouvriers. La grève dans les mines d’or se prolongea jusqu’au 12 août 1912 (25 août dans le calendrier grégorien), quand les derniers mineurs quittèrent les mines et partirent vers d’autres régions. On estime qu’au total 9 000 mineurs et membres de leur famille abandonnèrent les mines d’or de la Léna après le massacre du 17 avril.
En janvier-février 1913, Staline rédigea à Cracovie un article consacré au massacre de la Léna.
La commission d’enquête de la Douma d'État de l'Empire russe sur le massacre de la Léna était présidée par Alexandre Kerensky. Son rapport quelque peu exagéré de l'événement fit beaucoup pour promouvoir la carrière de son auteur, qui émergea des bancs de l’opposition pour devenir un leader populaire à la Douma, et plus tard le second chef du gouvernement provisoire russe, en 1917.

## Source
- (en) Cet article est partiellement ou en totalité issu de l’article de Wikipédia en anglais intitulé « Lena massacre » (voir la liste des auteurs).